# Bolma fuscolineata
Bolma fuscolineata is een slakkensoort uit de familie van de Turbinidae. De wetenschappelijke naam van de soort is voor het eerst geldig gepubliceerd in 2009 door Alf & Kreipl.